# 타이차른군
타이차른군은 야소톤주의 행정 구역이다. 이 지역의 총 인구 수는 2005년 기준으로 29842명이다. 인구 밀도는 109.7km2이다.

## 행정 구역
| 1. Thai Charoen (ไทยเจริญ) 2. Nam Kham (น้ำคำ) 3. Som Pho (ส้มผ่อ) 4. Kham Toei (คำเตย) 5. Kham Phai (คำไผ่) |